# Renée Asherson
Dorothy Renée Ascherson (Kensington, 19 maggio 1915 – Londra, 30 ottobre 2014) è stata un'attrice britannica.

## Biografia
Iniziò a recitare nel 1939 e la sua carriera continuò fino al 2001, anno in cui apparve nel suo ultimo film, The Others, accanto a Nicole Kidman, in cui interpretò il ruolo di un'anziana medium, uno dei pochi personaggi vivi del film. Morì nel 2014, quasi centenaria.

## Vita privata
Nel 1953 sposò l'attore Robert Donat; i due si separarono nel 1956, ma poi si riconciliarono e rimasero insieme fino alla morte di lui, avvenuta nel 1958. Dopo la scomparsa del consorte, Asherson non si sposò più. Non ebbe figli.

## Filmografia parziale

### Cinema
- La via della gloria (The Way Ahead), regia di Carol Reed (1944)
- Enrico V (The Chronicle History of King Henry the Fift with His Battell Fought at Agincourt in France), regia di Laurence Olivier (1944)
- The Way to the Stars, regia di Anthony Asquith (1945)
- Cesare e Cleopatra (Caesar and Cleopatra), regia di Gabriel Pascal (1945)
- La stanzetta sul retro (The Small Back Room), regia di Michael Powell ed Emeric Pressburger (1949)
- Città in agguato (Pool of London), regia di Basil Dearden (1951)
- Stupenda conquista (The Magic Box), regia di John Boulting (1951)
- Una storia di guerra (Malta Story), regia di Brian Desmond Hurst (1953)
- ...e la Terra prese fuoco (The Day the Earth Caught Fire), regia di Val Guest (1961)
- Rasputin, il monaco folle (Rasputin, the Mad Monk), regia di Don Sharp (1966)
- Oscar insanguinato (Theatre of Blood), regia di Douglas Hickox (1973)
- Grey Owl - Gufo grigio (Grey Owl), regia di Richard Attenborough (1999)
- The Others, regia di Alejandro Amenábar (2001)

### Televisione
- Miss Marple (Agatha Christie's Miss Marple) – serie TV, episodio 1x03 (1985)
- L'ispettore Barnaby (Midsomer Murders) – serie TV, episodio 1x01 (1997)

## Doppiatrici italiane
- Lydia Simoneschi in Enrico V
- Fiorella Betti in Una storia di guerra
- Angiolina Quinterno in Grey Owl - Gufo grigio
- Alina Moradei in The Others